# Maria Amanda Paranaguá Dória
Maria Amanda Lustosa Paranaguá (Salvador, 12 de junho de 1849 – Rio de Janeiro, 15 de agosto de 1931) foi uma dama de companhia da princesa Isabel.
Descendente da tradicional família Lustosa do Piauí pelo lado paterno: era filha de João Lustosa da Cunha Paranaguá, 2.º Marquês de Paranaguá, sobrinha dos barões de Paraim e Santa Filomena, e neta pelo lado materno de Joaquim José Pinheiro de Vasconcelos, Visconde de Monserrate. 
Em 1862 a princesa Isabel, enquanto cavava um canteiro, a atingiu com a pá. Mesmo tendo perdido a visão do olho direito, permaneceu como uma das poucas e fiéis amigas da Princesa Isabel.
Casou-se com Franklin Américo de Meneses Dória, Barão de Loreto, tornando-se, por conseguinte, baronesa consorte de Loreto.
Foi uma dama e conselheira ao serviço efetivo de da Imperatriz, desde 1886. Tendo acompanhado a família imperial ao exílio. Está sepultada no Cemitério São João Batista, na cidade do Rio de Janeiro.